# Xylophrurus kokujevi
Xylophrurus kokujevi là một loài tò vò trong họ Ichneumonidae.